# Ursula Jobst
Ursula Jobst (* 18. März 1929 in Altenburg; † 28. oder 29. November 2024 ebenda) war eine deutsche bildende Künstlerin.

## Leben und Werk
Der Vater Ursula Jobsts war Schneider, ihre Mutter Putzmacherin. Deren Existenzängste verhinderten, dass die Tochter ihrem Wunsch, Modezeichnerin zu werden oder ein Kunststudium zu beginnen, nachkommen konnte. Ursula Jobst absolvierte stattdessen eine Ausbildung zur Kindergärtnerin und arbeitete bis 1958 in ihrem Beruf. 1948/1949 besuchte sie den Malzirkel bei Heinrich Burkhardt am Lindenau-Museum Altenburg, von 1950 bis 1954 an der Volkshochschule Altenburg einen Grafikkurs bei Gerhard Vontra und ab 1955 einen Zirkel für Malerei bei Günter Rackwitz in Leipzig. 1957 beteiligte sie sich mit einem Scherenschnitt erstmals an einer großen DDR-Ausstellung des künstlerischen Volksschaffens, und sie erhielt den ersten Preis.
Von 1958 bis 1959 war Ursula Jobst Fachmethodikerin für Bildnerisches Volksschaffen im Bezirk Leipzig und im Kreiskabinett für Kulturarbeit Altenburg. Ab 1960 arbeitete sie in Altenburg als freischaffende Grafikerin. Trotz fehlender akademische Ausbildung wurde Ursula Jobst in den Verband Bildender Künstler der DDR aufgenommen, dem sie dann bis 1990 angehörte.
Ursula Jobst schuf neben Scherenschnitten insbesondere Handzeichnungen, Pastelle, Aquarelle, Ölbilder, Druckgrafiken, Collagen, Keramiken und textile Applikationen. Rund 400 ihrer Scherenschnitte befinden sich seit 2015 im Scherenschnitt-Museum Vreden, weitere Arbeiten im Lindenau-Museum.
Neben ihrer künstlerischen Tätigkeit leitete sie ab 1961 im Volkshaus Altenburg (Goldner Pflug) in Altenburg Kunstzirkel für Kinder. Anknüpfend an die Idee Bernhard August von Lindenaus zur Förderung von künstlerisch begabten Kindern, Jugendlichen und Erwachsenen in einer Kunstschule initiierte und gründete sie mit Dieter Gleisberg und Rackwitz 1971 im Lindenau-Museum das Studio Bildende Kunst, das sie dann bis zu ihrem Eintritt in die Rente 1989 leitete. Sie war befreundet mit Jutta Penndorf. 
Ab 2018 lebte Ursula Jobst im Altenburger Alten- und Pflegeheim am Hospitalplatz. Sie starb in der Nacht auf den 29. November 2024 im Alter von 95 Jahren.

## Werke (Auswahl)
- Markkleeberg (Folge von sechs Linolschnitten, auf der Fünften Deutschen Kunstausstellung) u. a.[3][4][5]
- Arbeiterfestspiele (1974/75, textile Applikation, handgestickt, 235 × 230 cm; Sächsischer Kunstfonds, Inv.-Nr. LO3405)[6]

## Ausstellungen (mutmaßlich unvollständig)

### Einzelausstellungen
- 1982: Borna, Galerie Torladen (Applikationen)
- 1989/1990: Altenburg, Lindenau-Museum (mit Johannes Burkhardt und Günter Rackwitz)
- 2009: Altenburg, Lindenau-Museum („Textil- und Papierarbeiten aus dem letzten Jahrzehnt“)

### Teilnahme an zentralen und wichtigen regionalen Ausstellungen in der DDR
- 1962/1963: Dresden, Fünfte Deutsche Kunstausstellung
- 1965, 1972, 1974, 1979 und 1985: Leipzig, Bezirkskunstausstellungen
- 1965: Berlin, Deutsche Akademie der Künste („Junge Künstler. Gebrauchsgraphik“)
- 1974: Erfurt (Ausstellung der 15. Arbeiterfestspiele)
- 1977: Altenburg/Thüringen, Lindenau-Museum („Zeichnung im Bezirk Leipzig“)